# Les Gottes
Les Gottes est un hameau de la commune belge de Modave situé en Région wallonne dans la province de Liège.
Avant la fusion des communes, Les Gottes faisaient partie de la commune de Strée.

## Situation et description
Les Gottes se trouvent sur la plateau du Condroz à la limite de l'Ardenne condrusienne et de la commune de Huy où s'étendent les bois de Tihange tout proches.
L'altitude avoisine les 240 m.
Le hameau s'est très fortement développé ces dernières décennies par la construction de nombreuses habitations de type pavillonnaire.
L'environnement immédiat des Gottes a été profondément modifié par la construction d'un répartiteur, l'érection de nombreux pylônes et la pose de lignes de haute tension provenant de la centrale nucléaire de Tihange.

## Histoire
Depuis l'époque gallo-romaine, la chaussée romaine de Metz à Tongres a traversé le lieu en provenance de Strée et en direction d'Ombret (rue Elmer).

## Activités
Le hameau compte une école communale. 
Il est aussi le siège du centre des technologies agronomiques d'une surface de 55 ha accueillant cultures et animaux et étudiant en outre de nouvelles techniques culturales, les élevages bovins, ovins et les volailles de races anciennes, le machinisme agricole et la biométhanisation.